# Louis Pilot
Pour les articles homonymes, voir Pilot.
Louis Pilot (né le 11 novembre 1940 à Esch-sur-Alzette et mort le 16 avril 2016 à Senningen) est un footballeur puis entraîneur luxembourgeois.

## Biographie
En novembre 2003, pour célébrer le cinquantenaire de l'UEFA, il a été choisi par la Fédération luxembourgeoise de football comme le plus grand joueur de son pays des 50 dernières années.
Pilot a commencé sa carrière footballistique dans le club de sa ville natale, Fola Esch, avant de signer pour le Standard de Liège à l'âge de 20 ans. Il disputa 337 matchs avec le Standard, remportant quatre titres de champion de Belgique et deux coupes de Belgique et a ensuite été transféré au Royal Antwerp FC puis au Racing Jet de Bruxelles. Pilot a également représenté l'équipe nationale, étant sélectionné à 49 reprises entre 1959 et 1971, marquant sept buts, et prenant part au meilleur résultat du Luxembourg en compétition officielle : un quart de finale à l'Euro 1964. Il a pris sa retraite professionnelle en 1978.
Plus tard dans l'année, Pilot retourna au Luxembourg pour devenir l'entraîneur de l'équipe nationale le 12 avril, et ce jusqu'en 1984 lorsqu'il revint comme entraîneur dans le club de son cœur, le Standard de Liège. Il ne resta qu'une saison à Liège, avant de revenir de nouveau au Luxembourg pour prendre les rênes du Etzella Ettelbruck puis du FC Avenir Beggen.